# Structured Fax File
Structured Fax File (SFF) (in italiano: File Strutturato di Fax) è un formato file specificato da CAPI Association, che rende possibile la memorizzazione strutturata di documenti fax simile. Un file SFF può memorizzare diverse facciate di fax in un file. I dati delle facciate sono normalmente memorizzate utilizzando un algoritmo modificato Huffman.